# Мольтке (дворянский род)
Мольтке (нем. Moltke) — старинный немецкий дворянский род.
Происходит из Мекленбурга с XIII в., потом распался на ветви мекленбургскую и датскую. Два датских Мольтке были в конце XVIII и нач. XIX вв. министрами. Адам Мольтке († 1843 г.), увлекшись революционными идеями, отказался от принадлежавшего его роду графского титула. Магнус Мольтке († 1864 г.) был президентом провинциальных чинов Шлезвига, Адам-Вильгельм Мольтке († 1864 г.) — первым министром в Дании в 1848—52 гг., а Карл Мольтке, сын предыдущего — несколько раз министром и в 1849 г. посланником в Россию.
- Мольтке, Адам:[править]  -  Мольтке, Адам Вильхельм (1785—1864) — датский политик и придворный.
  -  Мольтке, Адам Готлиб (1710—1792) — датский политик, придворный, дипломат и фаворит короля Дании Фредерика V.
- Мольтке, Вернер фон (1936—2019) — немецкий легкоатлет-многоборец.
- Мольтке, Ганс-Адольф фон (1884—1943) — немецкий дипломат.
- Мольтке, Ида Хедевига (1744—1816) — датская дворянка, известная своей перепиской.
- Мольтке, Кай (1902—1979) — датский политик, общественный деятель и писатель.
- Мольтке, Куно фон (1847—1923) — прусский генерал.
- Мольтке, Макс (нем. Maximilian Leopold Moltke; 1819—1894) — немецкий поэт и публицист[1].
- Мольтке, Фредерик (1754—1836) — датский политик, государственный деятель, фактический премьер-министр.
- Фрея фон Мольтке (1911—2010) — участник антинацистского движения Сопротивления, юрист, писатель; супруга Хельмута Джеймса фон Мольтке.
- Мольтке, Фридрих фон (1852—1927) — немецкий политик и государственный деятель.